# Борчашвили, Адам
Адам Борчашвили (род. 30 декабря 1996) — австрийский дзюдоист чеченского происхождения, победитель и призёр чемпионатов Австрии. Чемпион (2010 год), серебряный (2012) и бронзовый (2013) призёр первенств Австрии среди кадетов. Серебряный (2013 и 2014 годы) и бронзовый (2015—2016 годы) призёр первенств страны среди юниоров. В 2014 году стал бронзовым призёром молодёжного первенства страны. С 2016 году участвует во взрослых чемпионатах. Трижды (2016, 2017 и 2020 годы) становился бронзовым призёром чемпионатов. В 2019 году поднялся на высшую ступень пьедестала национального чемпионата. В 2021 году повторил этот успех.

## Спортивные результаты
- Первенство Австрии по дзюдо среди кадетов 2010 года — ;
- Первенство Австрии по дзюдо среди кадетов 2012 года — ;
- Первенство Австрии по дзюдо среди кадетов 2013 года — ;
- Первенство Австрии по дзюдо среди юниоров 2013 года — ;
- Первенство Австрии по дзюдо среди юниоров 2014 года — ;
- Первенство Австрии по дзюдо среди молодёжи 2014 года — ;
- Первенство Австрии по дзюдо среди юниоров 2015 года — ;
- Первенство Австрии по дзюдо среди юниоров 2016 года — ;
- Чемпионат Австрии по дзюдо 2016 года — ;
- Чемпионат Австрии по дзюдо 2017 года — ;
- Чемпионат Австрии по дзюдо 2019 года — ;
- Чемпионат Австрии по дзюдо 2020 года — ;
- Чемпионат Австрии по дзюдо 2021 года — [2];